# Aulus Cecina Aliè
Aulus Cecina Aliè (llatí: Aulus Caecina Alienus, i esmentat als Fastos com a Aulus Licinius Caecina) va ser un magistrat romà. Formava part de la família dels Cecina, que tenien origen etrusc.
Va ser qüestor a la Bètica a la mort de Neró, cap a l'any 68. Va ser un dels primers de donar suport a Galba que el va recompensar amb el comandament d'una legió a la Germània Superior, però per una malversació que es va detectar poc després, l'emperador va ordenar el seu processament. Llavors Cecina es va revoltar amb les seves tropes a favor de Vitel·li.
Com que els soldats l'adoraven i a més era un bon orador no va tenir problemes per iniciar la revolta. A començaments del 69 va iniciar la marxa cap a Itàlia amb 30.000 homes, principalment la Legio XXI Rapax. Va passar pel país dels helvecis, que va assolar (contra les ordres de Vitel·li) i va creuar pel coll del Gran Sant Bernat cap al nord d'Itàlia sense trobar oposició.
Una vegada a Itàlia va ordenar a les tropes no fer saquejos. La seva vestimenta i la de la seva dona Salonina van ser vistos com a estrangeres pels itàlics, perquè ell portava un mantell militar de colors diversos i la seva dona muntava un cavall extraordinari i anava vestida de púrpura.
Placentia estava sota control d'Otó, que havia succeït a Galba, i Cecina va creuar el Po i va atacar la ciutat però va ser rebutjat amb considerables pèrdues i es va haver de retirar cap a Cremona. Les tropes d'Otó, dirigides per Suetoni Paul·lí (un general amb experiència) i per Celstus, i van frustrar tots els plans de Cecina.
Per defensar el seu honor abans de l'arribada d'una segona legió que baixava des de Germània a les ordres de Fabi Valent, també favorable a Vitel·li, va atacar la fortalesa de Castorum a uns 20 quilòmetres de Cremona, però altre cop va ser derrotat. Una mica després va arribar Fabi i unides les forces, van obtenir la victòria sobre les d'Otó a Bedríacum que va donar el poder a Vitel·li a Itàlia, però ara ni Cecina ni Fabi van voler controlar les seves tropes i les regions per on anaven els legionaris, eren saquejades, el primer per conservar la seva popularitat i el segon perquè segurament el mateix prenia part als saquejos.
Els dos generals, quan van arribar a Roma, van ser nomenats cònsols, càrrec en el qual van entrar l'1 de setembre del 69. Mentre Antoni Prim s'havia decantat a favor de Vespasià, i es preparava per envair Itàlia. Cecina va ser enviat contra ell i es van trobar a la rodalia de Verona. Llavors Cecina, que podia derrotar fàcilment a Prim, va decidir canviar de bàndol i es va concertar amb Lucili Bas que pensava el mateix i tenia el comandament de la flota de Vitel·li. Quan els soldats van rebre l'ordre de passar al bàndol de Vespasià es van revoltar i Cecina va ser empresonat.
Antoni Prim els va atacar altre cop prop de Bedríacum, i quan els soldats es van refugiar a Cremona va assaltar aquesta ciutat. Els soldats llavors van alliberar a Cecina i el van enviar a Antoni Prim per evitar la lluita. Antoni va enviar a Cecina a Vespasià que el va tractar amb tots els honors. Mentre a Roma, assabentats dels fets, el van destituir com a cònsol i va ocupar el seu lloc Rosci Règul.
Cecina va servir a Vespasià en càrrecs secundaris. Al final del regnat (79 aC) va entrar en un complot contra l'emperador i va ser assassinat per ordre de Titus quan sortia d'un banquet al palau imperial. Tit sospitava que Cecina s'entenia amb la seva amant Berenice.